# Hermann Strathmann

Hermann Strathmann

Hermann Strathmann (* 30. August 1882 in Opherdicke; † 19. November 1966 in Erlangen) war ein deutscher Theologe und Politiker (DNVP, CSVD, CSU).

## Leben und Wirken

### Kaiserreich (1882 bis 1919)
Hermann Strathmann wurde als Sohn eines Pfarrers in Opherdicke im Kreis Hörde geboren. Die Volksschule besuchte er bis zu seinem zwölften Lebensjahr. Danach erfuhr er gymnasiale Anfangsbildung durch Privatunterricht. Von 1895 bis 1901 besuchte er dem Reichstagshandbuch zufolge die königlich-preußische Landesschule bei Naumburg an der Saale, damit ist Schulpforta gemeint. Anschließend studierte er Theologie in Tübingen, Halle und Bonn. Seine theologischen Examina legte Strathmann zu Ostern 1905 und 1907 in Münster ab. Nach einer zweijährigen Tätigkeit an der von Bodelschwinghschen Anstalt in Bethel bei Bielefeld promovierte Strathmann 1908 in Bonn. Ausgestattet mit der theologischen Lehrbefugnis (lic. theol) wurde Strathmann 1910 Privatdozent an der Universität Bonn und Inspektor am dortigen königlich theologischen Stift. 1915 wurde er außerordentlicher Professor in Heidelberg, 1916 ordentlicher Professor in Rostock. 1918 wechselte er schließlich nach Erlangen, wo er den Lehrstuhl für Neues Testament übernahm. Einen weiteren Schwerpunkt seiner Forschung bildete das Urchristentum.
Von 1915 bis 1918 nahm Strathmann mit einer Unterbrechung von acht Monaten als Feldgeistlicher in Russland und Frankreich am Ersten Weltkrieg teil.

### Weimarer Republik (1919 bis 1933)
Nach dem Krieg beteiligte Strathmann sich im Dezember 1918 an der Gründung der Bayerischen Mittelpartei, die 1920 in der Deutschnationalen Volkspartei (DNVP) aufging. Politisch sehnte er sich nach der Rückkehr in den alten Obrigkeitsstaat. Besondere Bewunderung brachte er insbesondere der Idee eines Heiligen Evangelischen Reiches Deutscher Nation seines großen Vorbildes Adolf Stoecker entgegen.
1919 wurde Strathmann Mitglied des Bayerischen Landtages, dem er bis zu seiner Wahl in den ersten Reichstag der Weimarer Republik im Juni 1920 angehörte. Nachdem Strathmann bei den Wahlen vom Mai 1924, Dezember 1924 und Mai 1928 wiedergewählt wurde, gehörte er dem deutschen Parlament zunächst knapp zehn Jahre lang als Vertreter des Wahlkreises 29 bzw. 26 (Franken), bevor er im September 1930 vorläufig aus dem Reichstag ausschied. Bereits im Juli 1930 war Strathmann zum Volksdienst (Evangelische Bewegung) übergetreten, dessen Reichstagsfraktion er sich auch anschloss. Anlass für Strathmanns Bruch mit der DNVP war insbesondere seine Skepsis gegenüber der Person und der Politik ihres Vorsitzenden Alfred Hugenberg. Mit dem Gedanken, sich von der DNVP zu trennen, hatte Strathmann zuvor schon eine Weile gespielt, war davon aber trotz der „[unerträglichen] Atmosphäre des Misstrauens“ in der DNVP-Fraktion zurückgeschreckt, da er eine Zersplitterung der politischen Rechten fürchtete und an den Erfolgsaussichten neuer Parteien zweifelte. Nach einer viermonatigen Absenz vom Parlament zwischen September 1930 und Januar 1931 gelang es Strathmann am 30. Januar 1931 im Nachrückverfahren für den am 16. Januar ausgeschiedenen Hermann Kling in den Reichstag zurückzukehren, dem er nun bis zur Wahl vom Juli 1932 angehörte. Nach einer erneuten Phase als Nicht-Parlamentarier in der Zeit vom Juli bis zum November konnte er schließlich anlässlich der Reichstagswahl vom November 1932 auf Reichswahlvorschlag des Volksdienstes in den Reichstag zurückkehren. Dieses sein letztes Mandat endete nach der Wahl vom März 1933.

### Zeit des Nationalsozialismus (1933 bis 1945)
Noch 1931 veröffentlichte Strathmann die seinerzeit weit verbreitete Broschüre Nationalsozialistische Weltanschauung?, in der er die Auffassung zum Ausdruck brachte, dass die rassischen Anschauungen des Nationalsozialismus mit dem christlichen Glauben unvereinbar seien. Ungeachtet dessen stand Strathmann dem Nationalsozialismus nach 1933 überwiegend positiv gegenüber. Lediglich an der Kirchen- und Religionspolitik des Regimes nahm er weiterhin einen gewissen Anstoß. Dementsprechend brachte er der Bekennenden Kirche Sympathie entgegen, ohne dieser selbst anzugehören.
Während der NS-Zeit setzte Strathmann seine Lehrtätigkeit in Erlangen trotz einiger Anfeindungen in der Umbruchsphase 1933/34 ungehindert fort. Außerdem intensivierte er nun seine publizistische Tätigkeit: Im Juli 1935 wurde Strathmann verantwortlicher Mitherausgeber der Theologischen Blätter, in denen er insbesondere die inhaltliche und redaktionelle Gestaltung der Rubrik „Aus Wissenschaft und Leben“ übernahm. Ferner war Strathmann in der Schriftleitung des Fränkischen Kuriers tätig, aus dem er nach Konflikten mit dem Herausgeber, Julius Streicher 1939 ausschied. 1940 trat Strathmann schließlich in die NSDAP ein.

### Nachkriegszeit (1945 bis 1966)
Nach dem Krieg setzte Strathmann seine Tätigkeit in Erlangen zunächst ungehindert fort. Am 31. Januar 1947 wurde er von der amerikanischen Militärregierung als Universitätsprofessor entlassen, wie Schlemmer feststellt „allerdings nicht weil er Mitglied der NSDAP oder einer anderen NS-Organisation gewesen wäre“. Bereits ein Jahr später erfolgte seine Rehabilitierung. Politisch engagierte Strathmann sich in den ersten Nachkriegsjahren in der Christlich-Sozialen Union (CSU), für die er von 1946 bis 1950 im Bayerischen Landtag saß und in der er dem Flügel um Josef Müller angehörte. Im CSU-Landesvorstand vertrat er die evangelischen Christen in der CSU.
Am 25. Juni 1947 beschloss der Bayerische Landtag auf Antrag des Wahlprüfungsausschusses mit Mehrheit die Wahl Strathmanns und des Abgeordneten August Haußleiter für ungültig zu erklären. Beide Männer fielen zwar nicht unter das Gesetz zur Befreiung von Nationalsozialismus und Militarismus, dennoch glaubten Mitglieder des Prüfungsausschusses, in einigen vor 1945 verfassten Schriften Strathmanns und Haußleiters militaristisches und nazistisches Gedankengut feststellen zu können. Brisanz erlangte die Entscheidung, Strathmann sein Mandat abzuerkennen, da er zu den prominentesten Vertretern der protestantisch geprägten Regionen Frankens in der CSU zählte und geradezu als Symbolfigur für die evangelischen Christen in der bayerischen Unionspartei galt, so dass ein Misstrauensvotum gegen ihn als Misstrauensvotum gegen die fränkisch-protestantischen Teile der CSU erscheinen musste. Strathmann wehrte sich gegen die Entscheidung, indem er Klage beim Bayerischen Verfassungsgericht einlegte. Außerdem protestierte sein Landesverband, der Landesverband Erlangen, gegen die Entscheidung. Am 22. März 1949 erhielt er sein Mandat zurück und der für ihn nachgerückte Josef Brumberger musste den Landtag verlassen.
Nach einem langgezogenen Streit verließ Strathmann die CSU 1954, um mit dem Deutschen Volksdienst erfolglos eine evangelische Partei zu gründen. 1956 wurde er Mitbegründer der Blätter für deutsche und internationale Politik. Im Februar 1958 gehörte er zu den 44 Universitätsprofessoren, die einen Aufruf an die Gewerkschaften verabschiedeten, einen politischen Streik gegen die atomare Bewaffnung der Bundesrepublik zu organisieren.
Strathmanns Nachlass lagert heute im Landeskirchlichen Archiv (LKA) in Nürnberg. Er umfasst acht Kisten mit Vorlesungsmanuskripten, Akten und Korrespondenzen.

## Schriften
- Die Askese in der Umgebung des werdenden Christentums. Leipzig 1914.
- Geschichte der frühchristlichen Askese bis zur Entstehung des Mönchtums im religionsgeschichtlichem Zusammenhange. s. a.
- Ordnung und Arbeit. 1919.
- Das Gemeindebestimmungsrecht als Kampfmittel gegen den Alkoholismus. 1924.
- Saladin Ludendorff im Kampf gegen die Bibel.
- Ist der gesetzliche Eid noch haltbar? Leipzig 1928.
- Evangelium und Politik. Nürnberg 1930.
- Nationalsozialistische Weltanschauung?. Nürnberg 1931.
- Kirche und Politik. Berlin 1931.
- Weg mit den Tributen! Berlin 1932.
- Die Entstehung des Neuen Testamentes. Göttingen 1936.
- Wie entstand das Neue Testament? Was ist es uns? Eine erste Fortsetzung von Saladin-Ludendorff im Kampf gegen die Bibel. Freizeiten-Verlag, Velbert 1937.
- Was hat uns die Offenbarung des Johannes zu sagen. Gütersloh 1939.
- Luthers deutsche Bibel. Essen 1940.
- Probe des Probetestaments. Leipzig 1940.
- Die Selbstüberschätzung der Kirche.
- Geist und Gestalt des vierten Evangeliums. Göttingen 1946.
- Wass soll die „Offenbarung“ des Johannes im Neuen Testament? Gütersloh 1934.
- Luther als Mahner im öffentlichen Leben. Bielefeld 1947.
- Adam, wo bist Du? Bielefeld 1947.